# Longmont
Longmont – miasto w Stanach Zjednoczonych, w stanie Kolorado, w hrabstwie Boulder.